# Medaille voor Dienst Overzee
De Medaille voor Dienst Overzee (Frans: Médaille d'Outre-Mer) is een Franse onderscheiding die aan Franse militairen voor hun deelname aan missies buiten het Franse grondgebied wordt uitgereikt. 
De in 1893 ingestelde Koloniale Medaille was de voorganger van de Medaille voor Dienst Overzee. Beide medailles worden aan hetzelfde lichtblauwe lint met witte strepen gedragen en ook de voorzijde van de medailles is vrijwel gelijk gebleven. In 1962 was het koloniale tijdperk, tenminste openlijk, voorbij. Waar geen einde aan kwam was het stationeren van Franse troepen in verschillende voormalige territoria, mandaatgebieden, potectoraten en koloniën. Vandaar dat een onderscheiding werd ingesteld om Franse militairen te kunnen belonen voor hun dienst overzee en in de steeds frequentere internationale vredesmissies die meestal op basis van een mandaat van de Veiligheidsraad van de Verenigde Naties werden uitgevoerd. Het korte Decreet van 6 juni 1962 waarin president Charles de Gaulle de medaille instelde gelaste dat overal waar in wetten en decreten sprake was van de Koloniale Medaille in het vervolg Medaille voor Dienst Overzee gelezen moest worden.

## Criteria en gespen

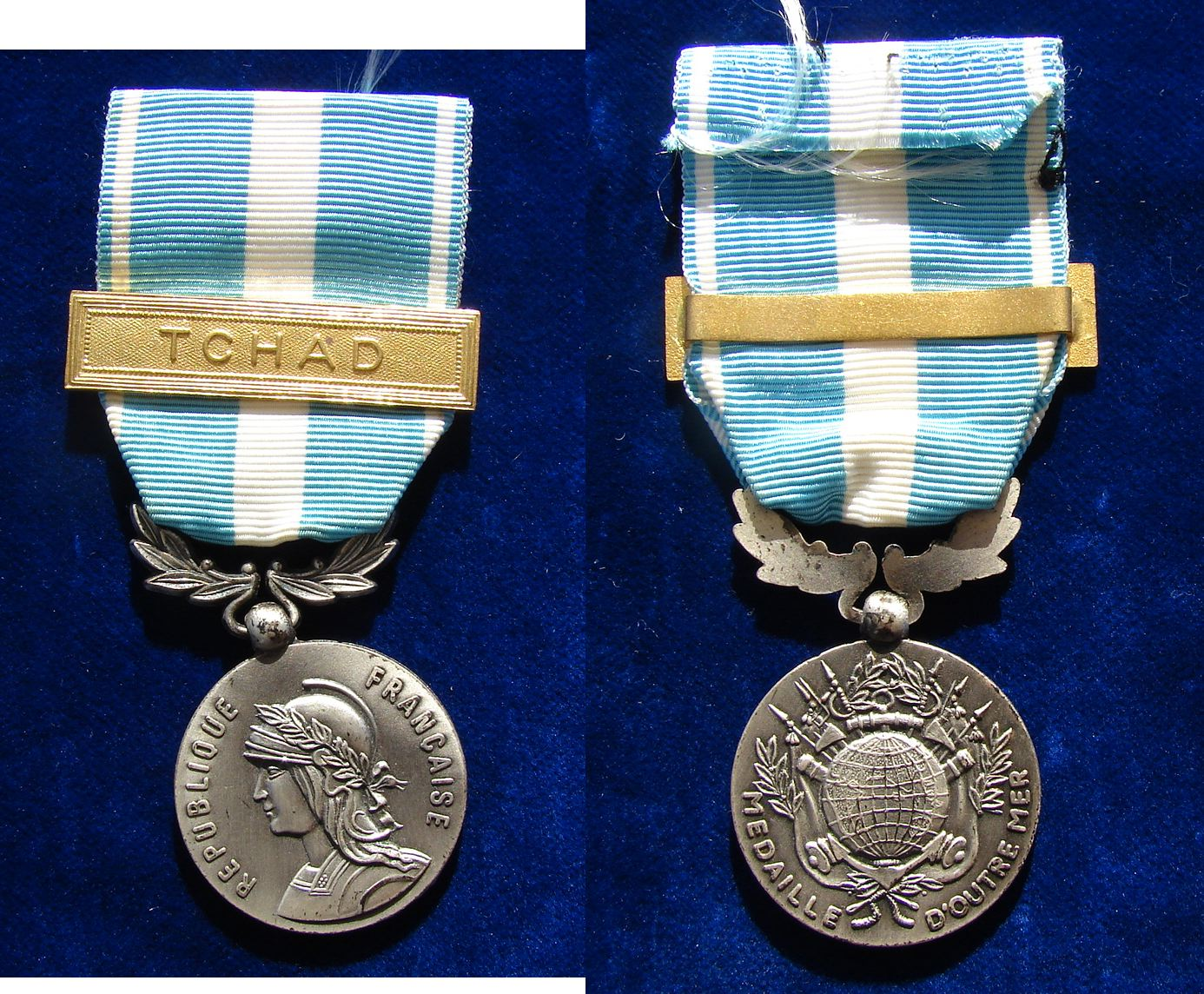
Médaille d' Outre Mer met de gesp voor "Tschad"

De medaille wordt toegekend aan militairen en burgerpersoneel. Een medaille met gesp is gererveerd voor de dertien buitenlandse missies waarin Frankrijk participeerde. Dit zijn de gespen:
- Cambodge (Cambodja)
- Liban (Libanon)
- Chad (Tsjaad), voor alle militairen en burgerpersoneel dat tussen 15 maart en 27 januari 2008 in Tsjaad was. Vanaf 28 januari 2008 is een aanwezigheid van 15 dagen, achtereenvolgens of cumulatief, vereist.
- Mauritania (Mauritanië), voor alle militairen en burgerpersoneel dat tussen november 1977 en juli 1990 in Mauretanië was.
- Moyen-Orient (Midden Oosten)
- Ormuz (Hormuz)
- République centrafricaine (Centraal Afrikaanse Republiek)
- République de Côte d'Ivoire (Republiek Ivoorkust)
- République démocratique du Congo (Democratische Republiek Congo)
- République du Congo (Congo)
- Rwanda (Rwanda)
- Somalie (Somalië)
- Zaïre (Zaïre)

Een medaille zonder gesp wordt uitgereikt aan een militair of matroos die na 10 jaar dienst gedurende zes maanden na de peildatum van 30 november 1980 was gestationeerd in een van de volgende staten: Guyana, Frans-Antarctica, Benin, Burkina-Faso, Kameroen, de Commoren, Congo, Ivoorkust, Djibouti, Gabon, Guinée-Bissau, Équatoriaal Guinea, Mali, Madagaskar, Mauritanië, Mayotte, Niger, de Centraal Afrikaanse Republiek, Rwanda, Senegal, Tsjaad, Togo en Zaïre.
Voor de officieren geldt dat zij 15 jaar dienst moeten hebben gedaan. Verder zijn de eisen voor officieren gelijk aan die van hun ondergeschikten.
Men moet de medaille zelf bij het Bureau Decoraties van het Ministerie van Defensie in Parijs aanvragen.

## De medaille
De door Georges Lemaire gegraveerde ronde zilveren medaille heeft een diameter van 36 millimeter. Op de voorzijde is de medaille versierd met een afbeelding van de met een lauwerkrans gekroonde "gewapende republiek". Het rondschrift luidt "REPUBLIQUE  FRANÇAISE". De afbeelding is aan schilderij van Marie-Nicolas Saulnier de La Pinelais ontleend.
Het rondschrift op de keerzijde luidt "MEDAILLE  D’OUTRE-MER". Centraal staat een in een trofee van attributen van leger en marine geplaatste globe.
De medaille wordt aan een blauw lint met een brede witte baan in het midden en witte biesen op de linkerborst gedragen. Een militair met veel gespen laat in Frankrijk het lint verlengen. De Franse draagwijze van onderscheidingen, men draagt ze als een groep boven en naast elkaar, maakt dat mogelijk.  

## Protocol
Wanneer men op uniformen geen modelversierselen draagt is een kleine rechthoekige baton in de kleuren van het lint voorgeschreven. De medaille wordt ook als miniatuur gedragen op bijvoorbeeld een rokkostuum. 